# NGC 7282
NGC 7282 est une galaxie spirale barrée située dans la constellation du Lézard. Sa vitesse par rapport au fond diffus cosmologique est de 4 237 ± 23 km/s, ce qui correspond à une distance de Hubble de 62,5 ± 4,4 Mpc (∼204 millions d'al). NGC 7282 a été découverte par l'astronome français Édouard Stephan en 1869.
La classe de luminosité de NGC 7282 est II et elle présente une large raie HI. De plus, elle est aussi une galaxie active de type Seyfert 2.
En raison d'une brillance de surface égale à 14,69 mag/am2, on peut qualifier NGC 7282 de galaxie à faible brillance de surface (LSB en anglais pour low surface brightness). Les galaxies LSB sont des galaxies diffuses (D) avec une brillance de surface inférieure de moins d'une magnitude à celle du ciel nocturne ambiant.
À ce jour, sept mesures non basées sur le décalage vers le rouge (redshift) donnent une distance de 51,800 ± 7,323 Mpc (∼169 millions d'al), ce qui est à l'extérieur des valeurs de la distance de Hubble. Notons cependant que c'est avec la valeur moyenne des mesures indépendantes, lorsqu'elles existent, que la base de données NASA/IPAC calcule le diamètre d'une galaxie et qu'en conséquence le diamètre de NGC 7282 pourrait être d'environ 52,4 kpc (∼171 000 al) si on utilisait la distance de Hubble pour le calculer.